# Lillian Russell
Lillian Russell (Clinton, 4 de dezembro de 1861 - Pittsburgh, 6 de junho de 1922) foi uma atriz e cantora estadunidense, uma das mais famosas no final do século XIX e começo do XX graças à sua beleza e estilo, como também pela voz e presença no palco.
Apesar de nascida no Iowa, cresceu em Chicago. Seus pais se separaram quando ela tinha 18 anos, e então mudou-se com a mãe para Nova Iorque. Rapidamente realizou-se profissionalmente, cantando para Tony Pastor e atuando em óperas cômicas, inclusive em libretos de Gilbert e Sullivan. Casou-se com o compositor Edward Solomon em 1884 e criou os papéis de várias de suas óperas em Londres, mas em 1886 ele foi preso por bigamia. Russel foi casada quatro vezes, e sua relação mais duradoura foi com Diamond Jim Brady, que apoiou seu extravagante estilo de vida por quatro décadas.
Em 1885, retornando a Nova Iorque, continua a estrelar operetas e musicais. Por muitos anos foi a principal cantora de operetas dos EUA, atuando continuamente até o final do século. Em 1899, entrou para os espetáculos de music hall da dupla Weber e Fields, onde atuou por cinco anos. Após 1904, começou a apresentar problemas vocais e alterou sua atuação para papéis dramáticos. Mais tarde voltou aos musicais de vaudeville, até aposentar-se, em 1919. Nos últimos anos Russel escrevia colunas em jornais, defendendo o sufrágio feminino, e foi conferencista popular.

## Biografia e carreira
Lillian Russell nasceu Helen Louise Leonard em Clinton (Iowa). Seu pai era Charles E. Leonard, editor de jornal, e sua mãe a feminista Cynthia Leonard, a primeira mulher a se candidar a prefeita de Nova Iorque. Sua família mudou-se para Chicago em 1865, onde ela frequentou o colégio no Convento do Sagrado Coração dos sete aos quinze anos de idade, e depois o Park Institute. Seu pai tornou-se sócio da empresa editorial Knight & Leonard, e sua mãe tornou-se ativa no movimento pelos direitos femininos. Russel, apelidada na infância de Nellie, destacou-se nas peças amadoras da escola. Em sua adolescência estudou música com professor particular, e cantava em corais. Em dezembro de 1877 atuou na produção teatral amadora  Time Tries All no Chickering Hall de Chicago.

### Carreira
Quando tinha dezoito anos, seus pais se separaram, e a jovem mudou-se com a mãe para Nova Iorque. Logo se envolveu com Walter Sinn, mas rompeu o noivado assim que obteve algum sucesso ao se apresentar no coro Brooklyn Park Theatre. Estudou canto com Leopold Damrosch. Em novembro de 1879 fez sua primeira aparição na Broadway no Casino Theater de Tony Pastor. Pastor, chamado de "o pai do vaudeville", foi responsável pela estreia de vários artistas que se tornaram conhecidos.

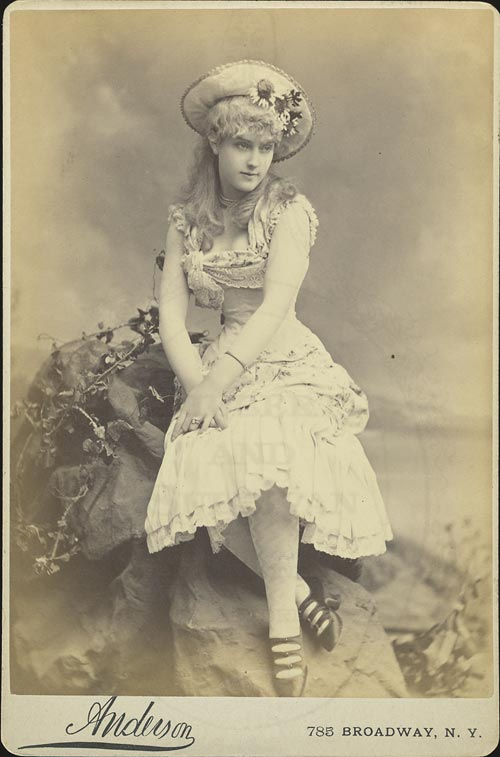
Russel, na ópera Patience, 1882

Ela juntou-se ao coro de uma produção intinerante de Gilbert e Sullivan da ópera cômica H.M.S. Pinafore em 1879 e duas semanas depois estava casada com o maestro Harry Braham, descobrindo em seguida que estava grávida. Deu à luz um filho que recebeu o nome do pai, mas o bebê faleceu após ter o estômago perfurado por um alfinete colocado pela babá.  Em 1881 interpretou o papel da soprano Mabel no burlesco The Pirates of Penzance no teatro de Pastor. Sua próxima atuação foi no Bijou Theatre na Broadway como Djenna, en The Great Mogul e, com a McCaull Opera Company fez Bathilda, em Olivette. Também interpretou o papel-título na ópera Patience, de Gilbert e Sullivan, e Aline em The Sorcerer. Voltando ao Casino Theatre de Pastor em 1883, encenou Phoebe em Billee Taylor, composta por Edward Solomon, então o diretor musical de Pastor.
Russell casou-se com Solomon em 1884, um ano após o nascimento de sua filha - Dorothy Lillian Russell, e viajou com ele para a Inglaterra. Ali, atuou inicialmente no Gaiety Theatre, na obra de Solomon e Stephens chamada Paul and Virginia, e depois no trabalho do esposo Pocahontas. Ainda em Londres, foi contratada para interpretar o papel-título de Princess Ida de Gilbert e Sullivan, mas acabou tendo atritos com W. S. Gilbert e foi demitida ainda na fase de ensaios.
Retornando aos Estados Unidos, excursiona com Pastor em óperas cômicas escritas pelo marido, apresentando-se tanto em teatros novaiorquinos como em turnês das operetas de Gilbert e Sullivan. Em 1886 Solomon foi preso acusado de bigamia, já que seu casamento anterior não havia sido dissolvido. Russell obteve o divórcio dele, em 1893.
Durante estes anos Russel continuou a estrelar óperas cômicas e outras peças musicais. Em 1887 interpretou Carlotta em Gasparone de Karl Millöcker, em Nova Iorque no Standard Theatre, junto a Eugene Oudin e J. H. Ryley. Mais tarde, naquele mesmo ano, ela retorna ao Casion Theatre no papel título da ópera Dorothy e pelos próximos anos continuou estrelando operetas e teatro musical na Broadway, como no papel-título de The Grand Duchess of Gerolstein, Teresa em The Mountebanks, Marion en La Cigale e Rosa in Princess Nicotine.

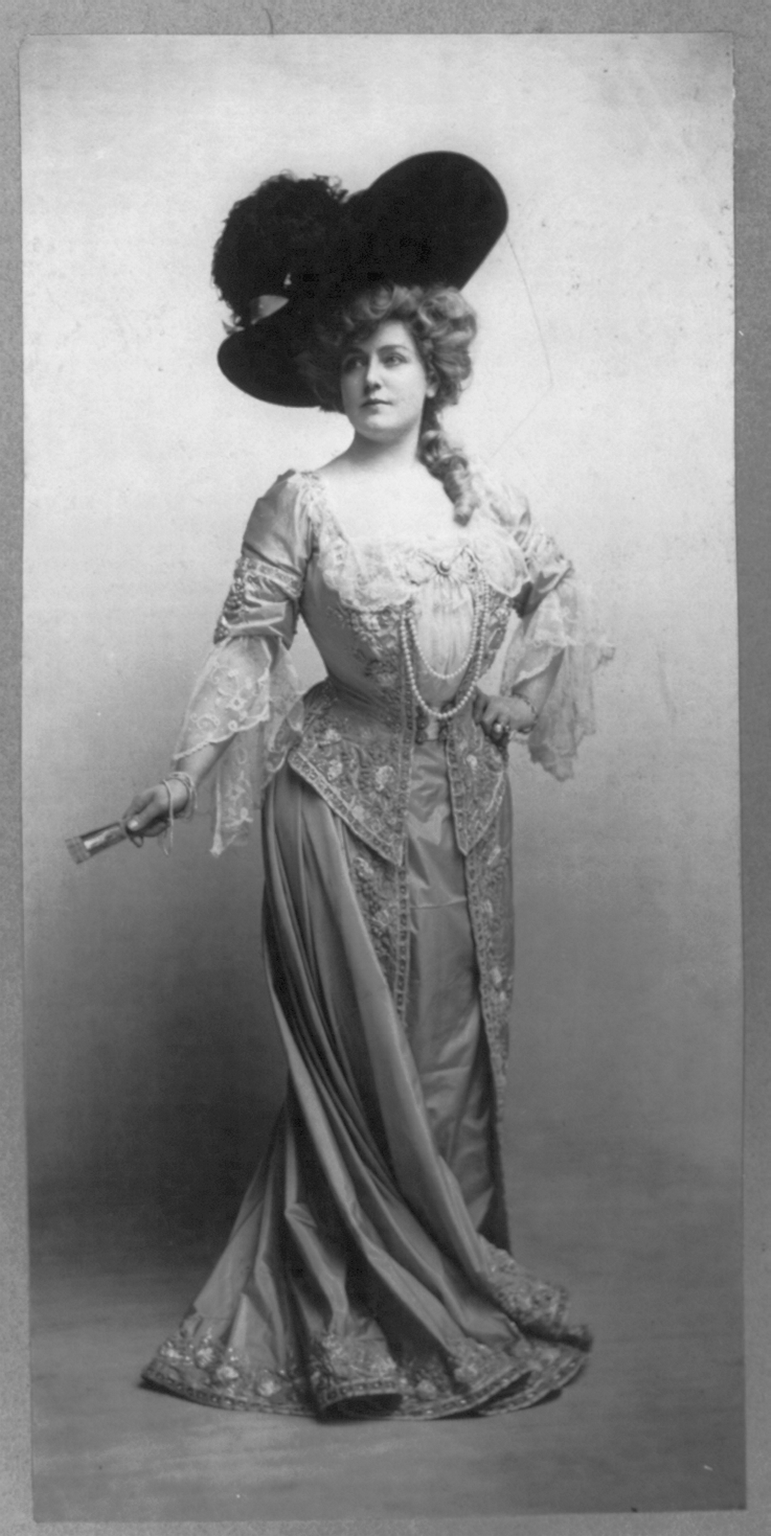
Russell em Lady Teazle (1904)

Por muitos anos Russel ocupou a primazia entre as cantoras de operetas nos EUA. Sua voz, presença no palco e beleza eram objeto de grande alarde na mídia, e gozava de grande popularidade. A atriz Marie Dressler observou: "Eu inda me lembro da onda da mais pura admiração que marcou sua entrada no palco. E então o troante aplauso que varreu das galerias até a orquestra, indo alto para o teto." Quando Alexander Graham Bell introduziu o sistema de telefonia a grandes distâncias em 8 de maio de 1890, a voz de Russel foi a primeira que atravessou a linha: da cidade de Nova Iorque ela cantou "Sabre Song" para plateias em Boston e em Washington, D.C..
A cantora pediu o divórcio de Solomon em 1893 e juntou-se à J. C. Duff Opera Company, com a qual excursionou. Casou-se então com o tenor John Haley Augustin Chatterton (conhecido profissionalmente pelo pseudônimo de Signor Giovanni Perugini) no ano seguinte, mas logo se separam e se divorciam em 1898. Na primavera de 1894 volta a Londres onde vive Betta, em The Queen of Brilliants de Jacques Offenbach, e interpreta o mesmo papel na produção novaiorquina encenada no Abbey's Theatre. Nesta casa permanece, fazendo vários papéis e, quando ela fechou, apresentou-se noutros teatros da Broadway em operetas de Offenbach (como The Princess of Trebizonde, Les Brigands na tradução de W. S. Gilbert, e algumas outras), Victor Herbert e outras, como Erminie (no Casino Theatre) em 1899.
Por quarenta anos Russel teve por companheiro o empresário "Diamond Jim" Brady, que a cobria de presentes luxuosos, como diamantes e pedras preciosas, e que apoiava seu estilo de vida extravagante.

### Últimos anos
Em 1899 Russel juntou-se ao Music Hall de Weber e Fields, onde atuou em seus burlescos e outras apresentações até 1904. Sua primeira produção ali foi Fiddle-dee-dee em '99, da qual também participaram De Wolf Hopper, Fay Templeton e David Warfield. Outras obras foram Whoop-de-doo e The Big Little Princess. Antes versão de 1902 de Twirly-Whirly, John Stromberg, que havia composto várias canções de sucesso para ela, atrasou a entrega de um solo por vários dias, dizendo que ainda não estava pronto; ele veio a cometer suicídio, poucos dias antes do primeiro ensaio e as partituras de "Come Down Ma Evenin' Star" foram encontradas no bolso de seu casaco. A canção tornou-se a canção-assinatura de Russel, e a única da qual se sabe foi gravada.
Após deixar Weber e Fields, ela realizou o papel de Lady Teazle em 1904 no Casino Theatre e, depois, apresentou-se no vaudeville. Após 1904 começou a ter dificuldades vocais, mas não se aposentou dos palcos. Em vez disto, transferiu-se para as comédias não-musicais, excursionando sob direção de James Brooks. Em 1906 fez o papel-título de Barbara's Millions, e em 1908 foi Henrietta Barrington em Wildfire. No ano seguinte fez Laura Curtis em The Widow's Might. Em 1911 fez a turnê de In Search of a Sinner. Depois disto ainda volta ao burlesco e outros musicais, voltando a cantar.
Em 1912 casou-se com o seu quarto marido, Alexander Pollock Moore, proprietário da empresa Pittsburgh Leader, e finalmente se afastou dos palcos. Este matrimônio foi celebrado no Schenley Hotel que atualmente é o prédio de atividades estudantis da Universidade de Pittsburgh. Ali ela viveu por algum tempo, na suíte 437. Naquele mesmo ano fizera sua última apresentação na Broadway, na produção de Weber & Fields,Hokey Pokey. Em 1915 estrelou, junto a Lionel Barrymore o filme Wildfire, baseado na peça de mesmo nome que ela havia encenado - sendo esta sua única aparição cinematográfica. Cantou no vaudeville até 1919, quando a saúde a obrigou a retirar-se.
Em seus últimos anos a cantor escrevia uma coluna em jornal, defendendo o sufrágio feminino, como fizera a mãe, e foi conferencista popular, pregando uma filosofia otimista e de auto-ajuda, que atraía grande audiência. Durante a I Guerra Mundial ajudou o recrutamento da Marinha e levantou dinheiro para os esforços de guerra. Russell era uma mulher rica e, durante a greve promovida em 1919 pela Actors' Equity Association, fez uma grande doação para a criação da Chorus Equity Association em benefício das coristas do Ziegfeld Follies. Segundo a edição de 17 de março de 1922 do The New York Times, Russell viajou a bordo do RMS Aquitania de Southampton, na Inglaterra, para Nova Iorque, no cruzeiro que durou de 11 a 17 de março onde, disse o jornal, ela "abriu um precedente agindo como diretora do concerto do navio, a primeira mulher, até onde se tem registrado, a presidir um entretenimento a bordo"

### Morte
Faleceu em sua casa, em Pittsburgh, Pennsylvania, em 6 de junho de 1922, logo após haver completado uma missão de reconhecimento à Europa, em nome do Presidente Warren Harding. Ali investigara o aumento da imigração. Ela recomendou uma moratória de cinco no assunto, e suas observações foram determinantes para a reforma da lei de imigração de 1924.  Ela sofrera alguns ferimentos aparentemente sem importância na viagem, mas que levaram a complicações maiores, morrendo dez dias após a chegada. Foi sepultada com honras militares, num mausoléu particular do Allegheny Cemetery de Pittsburgh.

## Homenagens
Um retrato de corpo inteiro da cantora foi pintado em 1902 pelo artista helvético-americano Adolfo Müller-Ury (1862–1947), que também realizou-lhe um retrato com a metade do tamanho, mas ambos são considerados desaparecidos.
A versão apurada de sua vida foi transformada num filme biográfico em 1940. Dirigido por Irving Cummings que, quando ainda adolescente e no começo da carreira, atuou ao lado da cantora na película Wildfire, de 1908.  Ela é representada por  Alice Faye, e ainda possui Henry Fonda, Don Ameche e Edward Arnold no elenco.
Em 1922, foi sugerida a construção de um teatro em homenagem à artista, e, em 1980, o teatro flutuante de sua cidade natal foi batizado como Lillian Russell Theatre.